# エディス・クック
エディス・クック（Edith Maud Cook、1878年9月1日 - 1910年7月14日）はイギリスの女性パラシュートジャンパーである。イギリスで最初に飛行機を操縦した女性と報じられた。

## 生涯・業績
サフォーク州のイプスウィッチに生まれた。彼女の生家には2007年にイプスウィッチ協会によってブルー・プラークが掲げられた。ヴィオラ・スペンサー＝カヴァナーやヴィオラ・スペンサーなどの名前で、パラシューリストとしてスペンサー兄弟やオーガスト・ゴードンらの気球の見世物興行に参加した。1908年8月、ダービーシャー州のイルケストンでの興行で、気球から、パラシュートを切り離すことができず、気球は一晩中、漂流を続け、出発点から9km離れた地点に着地した。この出来事は当時の新聞で広く報じられた。
1909年から1910年の初めに、クロード・グラハム＝ホワイトの飛行学校などで飛行機の操縦をまなび、イギリス最初に飛行機を操縦した女性になったと報じられた。
エディス・クックは10年間に300を超えるパラシュート降下を行った。どこに着地するかわからないので拳銃を携行してパラシュート降下したと報じられている。1910年7月9日、もう一人の有名な女性パラシュートジャンパー、ドリー・シェパードのかわりにコベントリーでパラシュート降下を行い、強風にあおられ工場の屋根に流され、パラシュートが裂け、地上に落下して重傷を負い7月14日に死亡した。